# Harry Brawley
Harry Brawley (Harry Alexander Brawley; * 7. Oktober 1876 in Roxbury, Massachusetts; † 1954) war ein US-amerikanischer Marathonläufer.
Bei den Olympischen Spielen 1904 in St. Louis wurde er Siebter.
1906 wurde er beim Boston-Marathon Zehnter in 3:08:11 h.